# Cristina Câmara
Cristina Maria Alves da Câmara (* 4. Dezember 1967 in einem Dorf der Provinz Tete in Mosambik) ist eine portugiesische Schauspielerin und ein ehemaliges Model.

## Leben
Cristina Câmara wurde in der damaligen portugiesischen Überseebesitzung Mosambik geboren. Im Zuge der Entkolonialisierung kam sie 1975 mit ihren Großeltern zurück in deren Heimatort Figueiró dos Vinhos. Anschließend zog sie nach Parede, wo sie ihr Abitur machte. Sie belegte gleichzeitig einen Model-Lehrgang. In der Folge wurde sie ein zunehmend beliebtes Model für Modeschauen, Fotografie und Werbung. Sie war auch international gefragt und arbeitete u. a. in Spanien, Deutschland, Griechenland, Australien und Taiwan, und wurde das Hauptmodel eines Dior-Katalogs in Japan. Auch auf den Titelseiten einer Reihe von Modemagazinen erschien sie, darunter Cosmopolitan und Harper’s Bazaar.
Patrícia Vasconcelos, die Tochter des Regisseurs António-Pedro Vasconcelos, war 1996 mit dem Casting für den Film Tentação (dt.: Versuchung) betraut, und überredete sie, sich ebenfalls zu bewerben. Regisseur Joaquim Leitão besetzte sie in der weiblichen Hauptrolle neben Joaquim de Almeida, der einen engagierten Pfarrer spielt, welcher eine kleine Gemeinde im katholischen Nordportugal übernimmt und dort in eine Affäre mit einer ausgegrenzten jungen Frau im Dorf gerät, gespielt von Cristina Câmara. Der Film mit Musik der populären Band Xutos & Pontapés wurde ein großer Erfolg. Auch die Kritik nahm den Film mehrheitlich wohlwollend auf, und Câmaras Stimme und Ausdruck wurden gelobt, neben ihrem attraktiven Aussehen.
In den folgenden Filmen erhielt sie erneut Hauptrollen, so in Ruy Guerras kritischem Wirtschaftsthriller Portugal S.A. (dt.: Portugal AG), doch ermöglichte ihr bisher keines der verfilmten Drehbücher eine ähnlich ausdrucksstarke Rolle wie in ihrem Debüt.
Zuletzt erreichte sie ein breites Fernsehpublikum mit ihrer Rolle der verführerischen Xana in der portugiesischen Telenovela Dei-te Quase Tudo (dt.: Ich gab dir fast alles).
Cristina Câmara lebt seit 1997 mit dem 14 Jahre älteren portugiesischen Filmproduzenten Tino Navarro zusammen, in dessen Erfolgsproduktion Tentação sie 1997 die Hauptrolle spielte.

## Filmografie
- 1997: Tentação; R: Joaquim Leitão
- 1999: Inferno; R: Joaquim Leitão
- 2004: Portugal S.A.; R: Ruy Guerra
- 2005–2006: Dei-te Quase Tudo (TV-Serie)
- 2013: Quarta Divisão; R: Joaquim Leitão